# Ludwig Brefeld

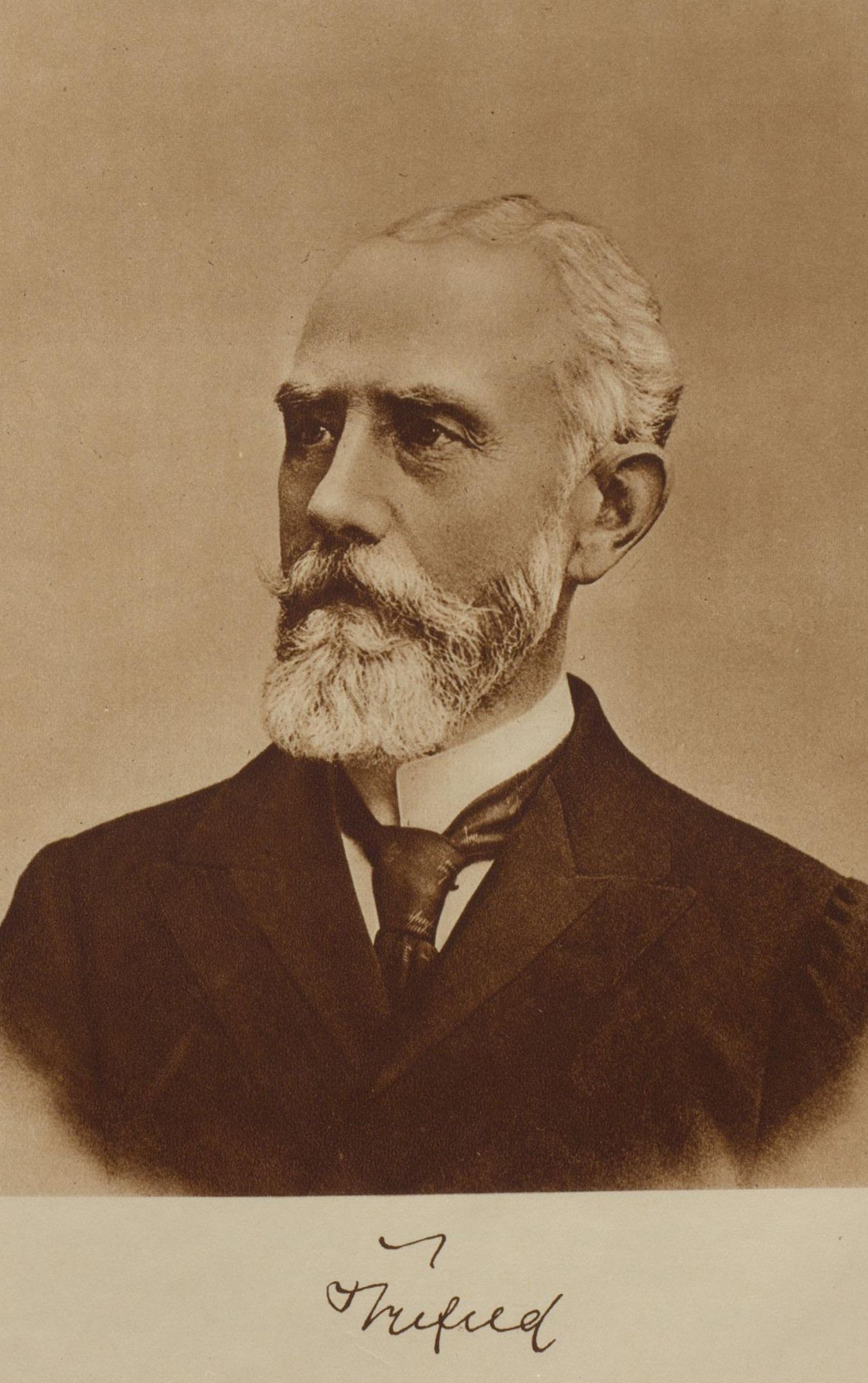
Ludwig Brefeld

Ludwig Brefeld (* 31. März 1837 in Telgte; † 15. Februar 1907 in Freiburg im Breisgau) war ein preußischer Beamter und von 1896 bis 1901 Handelsminister.

## Leben
Ludwig Brefeld studierte Rechtswissenschaften an der Universität Bonn und wurde 1854 Mitglied der Burschenschaft Marchia Bonn. Nach dem juristischen Examen war er zunächst Kreisrichter. Im Jahr 1867 wechselte er zur Eisenbahnverwaltung. Während des Deutsch-Französischen Krieges war er Verwalter der Eisenbahnen im besetzten Frankreich. Im Jahr 1872 wurde er Eisenbahndirektor in der Eisenbahnabteilung des preußischen Handelsministeriums. In den folgenden Jahren stieg er bis zum Geheimen Oberregierungsrat auf.
Im Jahr 1879 wechselte Brefeld zum Ministerium für öffentliche Arbeiten. Im Jahr 1881 wurde er zum Ministerialdirektor ernannt. 1895 wurde Brefeld Unterstaatssekretär und Vorsitzender des Landeseisenbahnrates. Ab 1884 war er auch Mitglied des Staatsrates.
Zwischen 1896 und 1901 amtierte er als Handelsminister. Außerdem war er Bevollmächtigter zum Bundesrat. Politisch stand er den Freikonservativen nahe.
Als Nachfolger von Berlepsch bedeutete die Ernennung von Brefeld eine Abkehr vom sozialpolitischen Kurs des Hauses. Stattdessen war Brefeld ein Vertreter schwerindustrieller Interessen. Dagegen geriet er bald in Konflikt mit verschiedenen Interessengruppen des Handels. Von Seite der Vertreter des Freihandels wurde die der Schwerindustrie entgegenkommende Zollpolitik von Brefeld kritisiert. Von dieser Seite wurde er als „Minister gegen den Handel“ bezeichnet. 1898 wurde ein Sulzbacher Ortsteil nach ihm benannt.

## Familie
Ludwig Brefelds jüngerer Bruder ist der Botaniker und Mykologe Oscar Brefeld (1839–1925).